# Tanjung Mulya (Sungai Bahar)
Tanjung Mulya is een bestuurslaag in het regentschap Muaro Jambi van de provincie Jambi, Indonesië. Tanjung Mulya telt 1550 inwoners (volkstelling 2010).